# La Ferté-Saint-Samson

La Ferté-Saint-Samson este o comună în departamentul Seine-Maritime, Franța. În 1 ianuarie 2022 avea o populație de 446 de locuitori.